# Мехия Алехандре, Сальвадор
Сальвадор Мехия Алехандре (исп. Salvador Mejia Alejandre) (12 февраля 1961, Толука-де-Лердо, Мехико, Мексика) — мексиканский координатор производства и продюсер.

## Биография
Родился 12 февраля 1961 года в Толуке-де-Лердо. После окончания средней школы поступил в интернациональный университет на факультет коммуникационных наук. По приглашению продюсера Валентина Пимштейна прибыл на телекомпанию Televisa, где сначала работал в должности ассоциированного продюсера, а с 1997 года перешёл на должность исполнительного продюсера. Всего принял участие в продюсировании 23 теленовелл.

### Личная жизнь
Сальвадор Мехия Алехандре женат на продюсере Наталии Лартильё Никауд.

## Фильмография

### Координатор производства

#### Избранные телесериалы
- 1985-86 — Пожить немножко
- 1986 — Гора страдания
- 1987-88 — Дикая Роза

### Продюсер

#### Ассистент продюсера

##### Избранные телесериалы
- 1982 — Ванесса
- 1982-83 — Бьянка Видаль

#### Ассоциированный продюсер

##### Избранные телесериалы
- 1989-90 — 
  - Карусель
  - Просто Мария
- 1991 — Шаловливая мечтательница
- 1992 — Мария Мерседес

#### Исполнительный продюсер

##### Избранные телесериалы
- 1998 — Узурпаторша
- 1999 — Росалинда
- 2000-01 — Обними меня крепче
- 2005-07 — Мачеха
- 2007-08 — Огонь в крови

## Награды и премии

### TVyNovelas
| Год  | Номинация                                                       | Теленовелла             | Итоги премии |
| ---- | --------------------------------------------------------------- | ----------------------- | ------------ |
| 2017 | Лучший продюсер                                                 | Амазонки                | проигрыш     |
| 2012 | Лучшая теленовелла                                              | Триумф любви            | проигрыш     |
| 2010 | Лучшая теленовелла                                              | Дикое сердце            | проигрыш     |
| 2009 | Лучшая теленовелла                                              | Огонь в крови           | ПОБЕДА       |
| 2007 | Лучшая теленовелла                                              | Mundo de fieras         | проигрыш     |
| 2006 | Лучшая теленовелла                                              | La esposa virgen        | проигрыш     |
| 2006 | Лучшая теленовелла                                              | Мачеха                  | проигрыш     |
| 2004 | Лучшая теленовелла                                              | Ночная Мариана          | проигрыш     |
| 2002 | Лучшая теленовелла                                              | Entre el amor y el odio | проигрыш     |
| 2001 | Лучшая теленовелла                                              | Обними меня крепче      | ПОБЕДА       |
| 1999 | Лучшая теленовелла                                              | Узурпаторша             | проигрыш     |
| 1998 | Лучшая теленовелла (дебют в качестве исполнительного продюсера) | Эсмеральда              | ПОБЕДА       |

### Palmas de Oro
| Номинация          | Теленовелла    | Итоги премии |
| ------------------ | -------------- | ------------ |
| Лучшая теленовелла | Ночная Мариана | ПОБЕДА       |

### INTE
| Год  | Номинация        | Теленовелла             | Итоги премии |
| ---- | ---------------- | ----------------------- | ------------ |
| 2003 | Теленовелла года | Entre el amor y el odio | проигрыш     |

### Bravo[4]
| Номинация          | Теленовелла     | Итоги премии |
| ------------------ | --------------- | ------------ |
| Лучшая теленовелла | Mundo de fieras | ПОБЕДА       |

### Прочие премии
- Reconocimiento SITATYR 2015[5]